# Sčítání lidu Spojených států amerických v roce 2000

Logo sčítání

Na základě sčítání bylo změněno rozdělení křesel v Sněmovně reprezentantů, modré státy jedno nebo dvě křesla získaly, zelené jedno nebo dvě ztratily

Sčítání lidu Spojených států amerických v roce 2000 bylo 22. z pravidelných sčítání konaných každých deset let od roku 1790. Podle něj bylo 1. dubna 2000 ve Spojených státech amerických 281 421 906 obyvatel, což je nárůst 13,2% oproti 248 709 873 obyvatelům v roce 1990.